# Nathan L. Bachman
Nathan Lynn Bachman, född 2 augusti 1878 i Knoxville, Tennessee, död 23 april 1937 i Washington, D.C., var en amerikansk demokratisk politiker och jurist. Han var ledamot av USA:s senat från 1933 fram till sin död.
Bachman studerade vid fem olika universitet. Han avlade 1903 juristexamen vid University of Virginia och inledde därefter sin karriär som advokat i Tennessee. Han gifte sig 7 januari 1904 med Pearl McMannen Duke.
Han var domare i Tennessees högsta domstol 1918–1924. Han efterträdde 1933 Cordell Hull som senator.
Bachmans grav finns på Forest Hills Cemetery i Chattanooga.